# Pfarrkirche Stollhofen

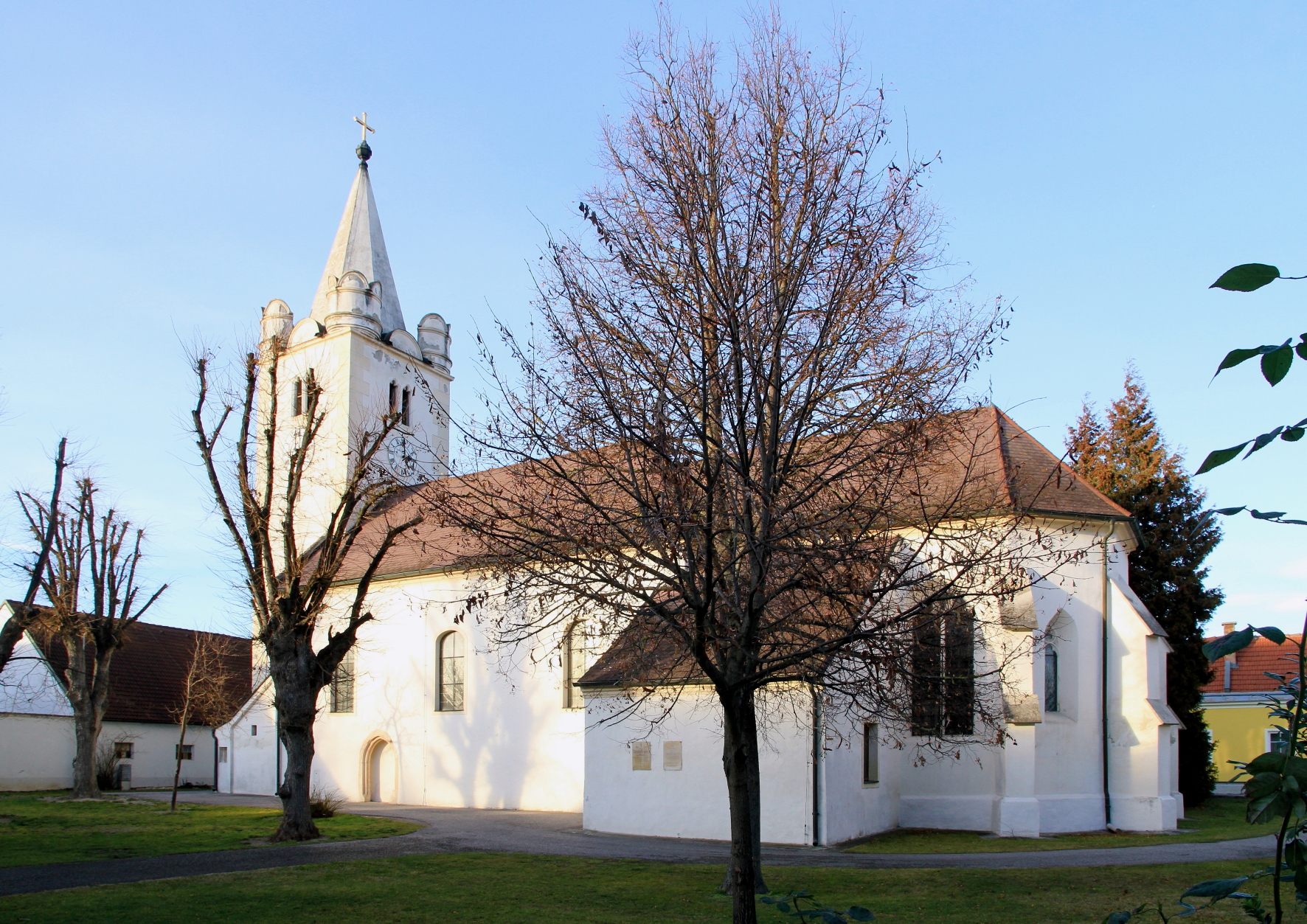
Katholische Pfarrkirche hl. Martin in Stollhofen

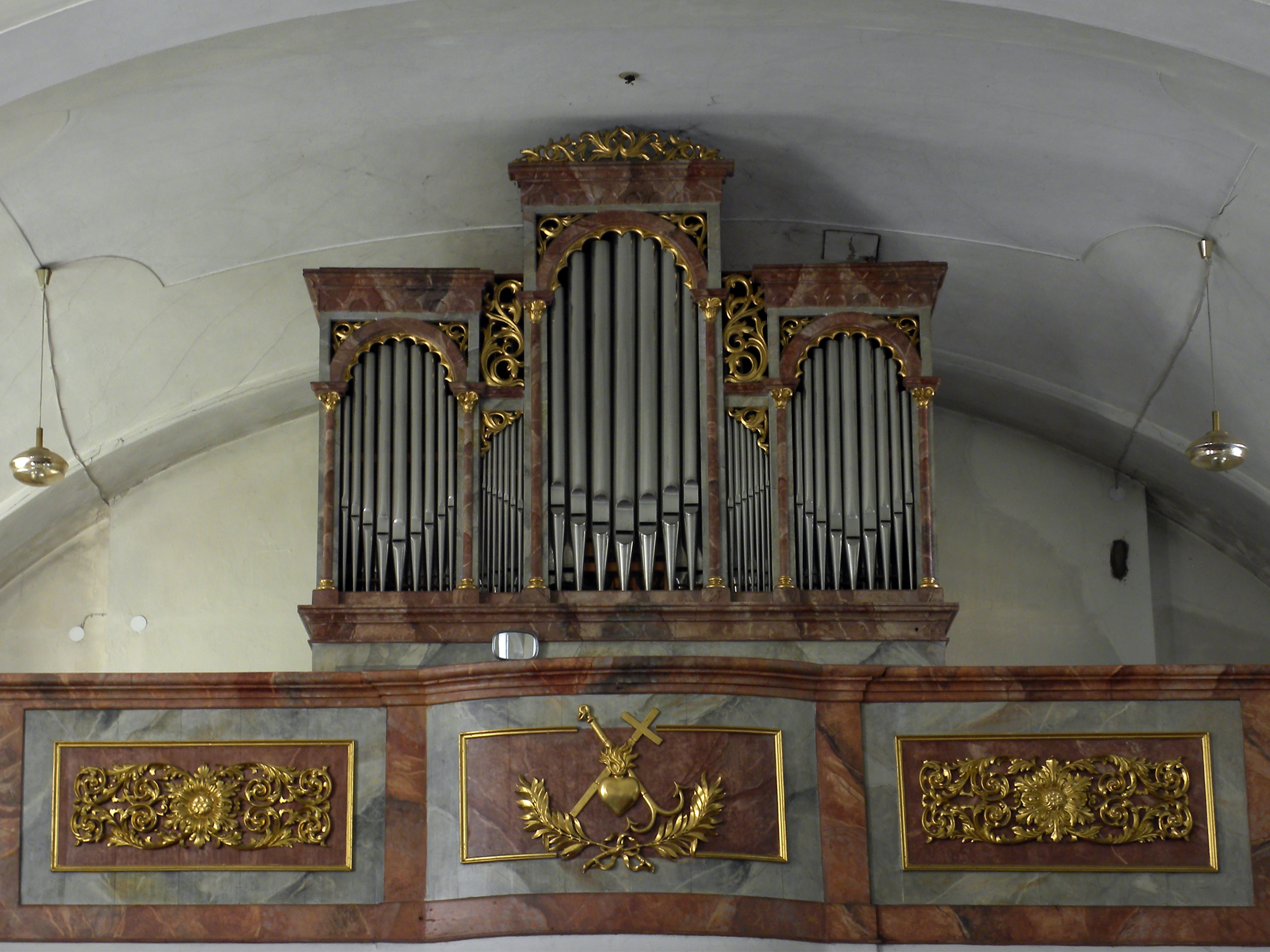
Langhaus, Blick zur Orgel

Die römisch-katholische Pfarrkirche Stollhofen steht in der Ortschaft Stollhofen der Stadtgemeinde Traismauer im Bezirk St. Pölten-Land in Niederösterreich. Die dem Patrozinium des hl. Martin von Tours unterstellte Pfarrkirche gehört zum Dekanat Herzogenburg in der Diözese St. Pölten. Die Kirche und der ehemalige Friedhof stehen unter Denkmalschutz (Listeneintrag).

## Geschichte
1343 wurde der Sitz der Pfarre Traisenburg-Pfarrkirchen hierher verlegt.
Nach einem Brand 1853 wurde das Langhaus erneuert. 1979 war eine Restaurierung.

## Architektur
Die im Kern mittelalterliche Kirchenbau wurde barock verändert. Im 19. Jahrhundert wurde der Saalraum umgebaut. Der Chor hat einen Fünfachtelschluss. Der vorgestellte Westturm ist gotisch. Die Nordkapelle ist barock.
Das Kircheninnere zeigt ein breites dreijochiges Langhaus mit queroblongen Platzlgewölben auf Doppelgurten auf Pilastern. Die Westempore über einer Korbbogentonne zeigt eine historistisch dekorierte Brüstung. Der eingezogene Triumphbogen ist spitzbogig. Der einjochige Chor mit einem Fünfachtelschluss hat ein Kreuzrippengewölbe aus dem 14. Jahrhundert, in der südlichen Polygonalwand befindet sich eine gotische Sitznische, durch einen späteren Fenstereinbau gekappt. Die nördliche Kapelle hl. Rosalia hat ein Tonnengewölbe.
Die Glasmalereien zeigt im Chor die Heiligen Theresia von Avila und Antonius von Padua 1898, die Nordkapelle hat ornamentale Fenster um 1900.

## Einrichtung
Der Hochaltar als schlichtes Doppelsäulenretabel trägt seitlich die Statuen der Heiligen Josef mit Kind und Leopold und zwei Bischofsbüsten über den Opfergangsportalen, das Altarblatt hl. Martin nennt Daniel Gran 1749.
Die Orgel baute Herbert Gollini 1987 in einem Gehäuse aus 1899. Zwei Glocken goss die Glockengießerei St. Florian 1954 und 1961. Drei Glocken goss Josef Pfundner 1943, 1947 und 1955.

## Grabdenkmäler
- Es gibt ein Epitaph mit einem Relief Christi Auferstehung, mit Stifterfamilie und Wappen in einem Architekturrahmen aus der zweiten Hälfte des 16. Jahrhunderts.